# Pseudomelatoma sticta
Pseudomelatoma sticta is een slakkensoort uit de familie van de Pseudomelatomidae. De wetenschappelijke naam van de soort is voor het eerst geldig gepubliceerd in 1956 door S. S. Berry.